# 唐·乔凡尼·德·美第奇

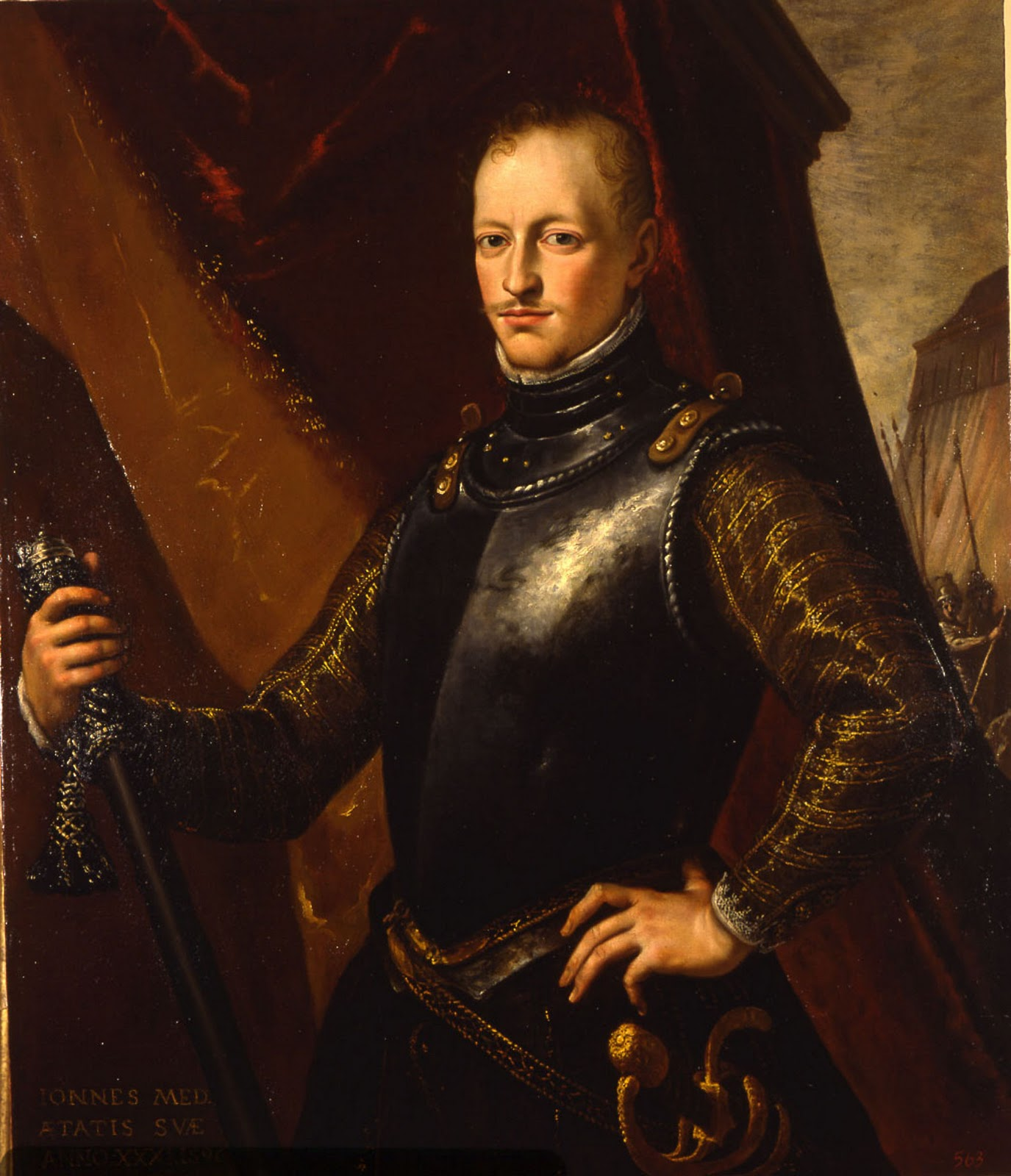
唐·乔凡尼·德·美第奇

唐·乔凡尼·德·美第奇（1563年5月13日—1621年7月19日）是一位意大利军事指挥官和外交官。
乔凡尼生于佛罗伦萨，是托斯卡纳大公科西莫一世和埃莉诺的阿尔布里齐的私生子，后来被父亲授予继承权。
他在西班牙开始自己的军事生涯。1598年，乔凡尼在马德里担任西班牙和佛罗伦萨的大使。1600年，担任帝国陆军的将军。而他最大的成就是在1616年至1617年间担任威尼斯共和国的军队总司令。
1621年，他在威尼斯的慕拉诺去世。